# هری کلارک (بازیکن فوتبال، زاده ۱۹۲۱)
هری کلارک (انگلیسی: Harry Clarke; ۲۷ مارس ۱۹۲۱ – ۸ نوامبر ۲۰۱۵) بازیکن فوتبال اهل بریتانیا بود.
از باشگاه‌هایی که در آن بازی کرده‌است می‌توان به باشگاه فوتبال هارتل پول یونایتد، باشگاه فوتبال لیدز یونایتد، و باشگاه فوتبال دارلینگتون اشاره کرد.